# Danh sách Đại thống lĩnh của dòng Hiệp sĩ Cứu tế
Dưới đây là các Đại thống lĩnh của dòng Hiệp sĩ Cứu tế và tiếp sau đó là Dòng Hiệp sĩ Toàn quyền Malta. Danh sách này bao gồm cả các phản Đại thống lĩnh và cả những người cấp thấp hơn nắm quyền điều hành dòng trong 1 một số khoảng thời gian hội bỏ trống chức vụ Đại Thống lĩnh.
Từ nguyên của từ Đại thống lĩnh không bắt nguồn từ khi thành lập Hội. Những người đứng đầu của dòng thời trung cổ sử dụng danh xưng "custos" (người giám hộ) của các Muristan (Tiếng Ả Rập: بیمارستان, mang nghĩa là các y viện). Cụm từ Thống lĩnh (magister) xuất hiện sau khi từ này được phát hiện các đồng tiền của dòng được đúc tại đảo Rhodes dưới thời Foulques de Villaret. Đến thời của Jean de Lastic thì cụm từ Đại Thống lĩnh (Grandis Magister) mới bắt đầu được sử dụng, Từ đó đến nay, danh xưng của người đứng đầu hội tiếp tục thay đổi: từ Grandis Magister sang Magnus Magister (Đại Thống lĩnh) rồi lại trở về với danh xưng magister, rồi tiếp tục đổi sang Magister Magnus (Thống lĩnh tối cao hay Đại Thống lĩnh). Tên Luogotenente Generale (Phó chỉ huy) xuất hiện vào thời kỳ suy yếu nghiêm trọng của Dòng, cụ thể là vào khoảng thời gian từ năm 1805 - 1873. Sau năm 1880, danh xưng Principe e Gran Maestro del Sovrano Militare Ordine di Malta (Hoàng thân và Đại Thống lĩnh của Dòng Chiến sĩ Toàn quyền Malta) chính thức được sử dụng khi Franz Joseph lên nhận danh xưng Hoàng thân La Mã Thần thánh kèm với danh hiệu Đại Thống lĩnh.
Có sự thiếu thống nhất giữa việc đánh số thứ tự các Đại Thống lĩnh trong một số tài liệu của Hội. Blessed Gerard được đánh số thứ tự 1 trong các tài liệu công bố vào đầu thế kỷ 17, nhưng theo quy điều 1719 của Dòng, người kế nhiệm Gerard là Raymond du Puy mới là người đầu tiên được liệt kê như là Đại Thống lĩnh của Dòng..

## Hiệp sĩ Cứu tế (Vương quốc Jerusalem)
| Tên                                | Chân dung   | Danh xưng chức vị                 | Sinh - mất                            | Thời gian giữ chức                         |
| ---------------------------------- | ----------- | --------------------------------- | ------------------------------------- | ------------------------------------------ |
| Frère Gérard (?)                   | không khung | Người sáng lập và đứng đầu Y viện | c. 1047 - 3 tháng 9 năm 1120          | 1099/1113 - 1118/20                        |
| Raymond du Puy                     | không khung | Custos (người giám hộ)            | c. 1180 - Giữa năm 1158 và năm 1160   | 1118/21/23 - 1158/1160                     |
| Auger de Balben                    | không khung | Custos (người giám hộ)            | Khoảng thế kỷ 12 - c.1163             | 1158/1160 - c.1162                         |
| Arnaud de Comps (?)                | không khung |                                   | ? - 1162/1163                         | 1162 - 1163                                |
| Gilbert de Aissailly               | không khung | Custos (người giám hộ)            | ? - 19 tháng 9 năm 1183               | 1163 - 1169/1170                           |
| Caste de Murols                    | không khung |                                   | Thế kỷ 12 - trước 20 tháng 6 năm 1172 | 1169/1170 - 1172                           |
| Joubert của Syria                  | không khung | Custos (người giám hộ)            | ? - Tháng 10 năm 1177                 | 1172 - 1177                                |
| Roger de Moulins                   | không khung | Custos (người giám hộ)            | ? - 1 tháng 3 năm 1187                | 1177 - 1 tháng 3 năm 1187                  |
| Guillaume Borrel (tạm thời)        | không khung | Phó Chỉ huy                       | ? - 4 tháng 7 năm 1187                | 1 tháng 3 - 4 tháng 7 năm 1187             |
| Hermangard d'Asp                   | không khung | Provisor (Giáo sĩ) (?)            | ? - c. 1190                           | 1187/1188 - 1190                           |
| Garnier de Nablus                  | không khung | Custos (người giám hộ)            | ? - c. 1192                           | 1190 - c. 1192                             |
| Geoffroy de Donjon                 | không khung | Custos (người giám hộ)            | ? - khoảng tháng 6 năm 1202           | Tháng 1 năm 1193 - tháng 6 năm 1202        |
| Pierre de Mirmande (?) (tạm thời)  | không khung | Phó Chỉ huy                       | ? - ?                                 | Tháng 6 năm 1202 - 1203                    |
| Afonso của Bồ Đào Nha              | không khung | Custos (người giám hộ)            | 1135 - 1 tháng 3 năm 1702             | 1202/1203 - giữa năm 1206                  |
| Geoffroy le Rat (Gothofredus Mus)  | không khung | Custos (người giám hộ)            | ? - 1207                              | 1206 - 1207                                |
| Guérin de Montaigu                 | không khung | Custos (người giám hộ)            | ? - 1227/1228                         | 1207 - 1227/1228                           |
| Bertrand de Thessy (Bertrand Texi) | không khung | Custos (người giám hộ)            | ? - trước 1 tháng 3 năm 1231          | 1228 - 1230/1231                           |
| Guérin Lebrun                      | không khung | Custos (người giám hộ)            | ? - 1236                              | 1230/1231 - 1236                           |
| Bertrand de Comps                  | không khung | Custos (người giám hộ)            | ? - 1239/1240                         | 1236 - 1239/1240                           |
| Pierre de Vieille-Brioude          | không khung | Custos (người giám hộ)            | 1200 (?) - 1243(?)                    | 1239/1240 - 1243                           |
| Guillaume de Chateauneuf           | không khung | Custos (người giám hộ)            | ? - Mùa hè năm 1258                   | 31 tháng 5 năm 1243 - Mùa hè năm 1258      |
| Jean de Ronay (tạm thời)           | không khung | Phó Chỉ huy tạm thời              | ? - 11 tháng 2 năm 1150               | 18 tháng 10 năm 1244 - 11 tháng 2 năm 1250 |
| Hugues Revel                       | không khung | Custos (người giám hộ)            | ? - 1277/1278                         | 1258 - 1277/1278                           |
| Nicolas Lorgne                     | không khung |                                   | ? - 12 tháng 3 năm 1284               | 1277/1278 - 1284(?)                        |
| Giacomo di Tassis (tạm thời)       | không khung | Phó Chỉ huy tạm thời              | ? - ?                                 | 1285 - 1286                                |
| Jean de Villiers                   | không khung |                                   | Đầu thế kỷ 13 (?) - 1294              | 1285 - 1294                                |
| Eudes des Pins                     | không khung |                                   | 1212 - 17 tháng 3 năm 1296            | 1294 - 17 tháng 3 năm 1296                 |
| Guillaume de Villaret              | không khung |                                   | c. 1235 - 9 tháng 6 năm 1305          | 24 tháng 3 năm 1296 - 9 tháng 6 năm 1305   |

## Kị sĩ đảo Rhodes
| Tên                                                      | Chân dung   | Danh xưng chức vị                 | Sinh - mất                              | Thời gian giữ chức                               |
| -------------------------------------------------------- | ----------- | --------------------------------- | --------------------------------------- | ------------------------------------------------ |
| Foulques de Villaret                                     | không khung | Magister (Thống lĩnh)             | ? - 1 tháng 9 năm 1327                  | Tháng 6 năm 1305 - 29 tháng 6 năm 1319           |
| Maurice de Pagnac (Không được công nhận)                 | không khung | Phản Thống lĩnh                   | ? - 1321                                | 1317 - 1 tháng 3 năm 1319                        |
| Hélion de Villeneuve                                     | không khung | Magister (Thống lĩnh)             | c. 1270 - 27 tháng 5 năm 1346           | 18 tháng 6 năm 1319 - 29 tháng 6 năm 1346        |
| Dieudonné de Gozon                                       | không khung | Magister (Thống lĩnh)             | ? - Tháng 10 năm 1353                   | 8 tháng 5 năm 1346 - tháng 12 năm 1353           |
| Pierre de Corneillan                                     | không khung | Magister (Thống lĩnh)             | ? - 24 tháng 8 năm 1355                 | Cuối tháng 12 năm 1353 - 24 tháng 8 năm 1355     |
| Roger des Pins                                           | không khung | Magister (Thống lĩnh)             | 1294 - 28 tháng 5 năm 1365              | Tháng 9 năm 1355 - 28 tháng 5 năm 1365           |
| Raymond Berenger                                         | không khung | Magister (Thống lĩnh)             | ? - 1374                                | 1365 - 1374                                      |
| Robert de Juilly                                         | không khung | Magister (Thống lĩnh)             | ? - 29 tháng 7 năm 1307                 | 1374 - 1377                                      |
| Johan Ferrández d'Heredia                                | không khung | Magister (Thống lĩnh)             | c. 1300 - giữa 9 và 26 tháng 3 năm 1396 | Tháng 9 năm 1377 - giữa 9 và 26 tháng 3 năm 1396 |
| Riccardo Caracciolo (1 phần người Anh và Ý công nhận)    | không khung | Magister (Thống lĩnh)             | ? - 18 tháng 5 năm 1395                 | 1383 - 19 tháng 5 năm 1395                       |
| Bartolomeo Carafa della Spina (Chỉ Giáo hoàng công nhận) | không khung | Phản Thống lĩnh                   | ? - 2 tháng 4 năm 1405                  | 1395 - 2 tháng 4 năm 1405                        |
| Nicolas Orsini di Campodifiore (Không được công nhận)    | không khung | Phản Thống lĩnh                   | ? - 1409                                | 1405 - 1409                                      |
| Philibert de Naillac                                     |             | Magister (Thống lĩnh)             | ? - 29 tháng 5/2 tháng 6 năm 1421       | 1396 - 1421                                      |
| Dominique d'Allemagne                                    | không khung | Phó Chỉ huy tạm thời              | ? - 9 tháng 3 năm 1411                  | tháng 2 năm 1409 - 9 tháng 3 năm 1411            |
| Hesso Schegelholtz                                       | không khung | Phó Chỉ huy tạm thời              | ? - 10/20 tháng 5 năm 1411              | Tháng 5 năm 1411 - 10/20 Tháng 5 năm 1412        |
| Luce de Vallins                                          | không khung | Phó Chỉ huy tạm thời              | ? - 1419                                | Tháng 6 năm 1412 - 1419                          |
| Antoni de Fluvià                                         | không khung | Magister (Thống lĩnh)             | ? - 29 tháng 10 năm 1437                | Tháng 5 năm 1421 - 29 tháng 10 năm 1437          |
| Jean de Lastic                                           | không khung | Grandis Magister (Đại Thống lĩnh) | 1371 - 19 tháng 5 năm 1454              | 6 tháng 11 năm 1437 - 19 tháng 5 năm 1454        |
| Jacques de Milly                                         | không khung | Grandis Magister (Đại Thống lĩnh) | ? - 17 tháng 4 năm 1461                 | 1 tháng 6 năm 1454 - 17 tháng 4 năm 1461         |
| Piero Raimondo Zacosta                                   | không khung | Grandis Magister (Đại Thống lĩnh) | ? - 21 tháng 2 năm 1467                 | 1461 - 21 tháng 2 năm 1467                       |
| Giovanni Battista Orsini                                 | không khung | Grandis Magister (Đại Thống lĩnh) | ? - 8 tháng 6 năm 1476                  | 1467 - 8 tháng 6 năm 1476                        |
| Pierre d'Aubusson                                        | không khung | Grandis Magister (Đại Thống lĩnh) | 1423 - 3 tháng 7 năm 1503               | 17 tháng 6 năm 1476 - 3 tháng 7 năm 1503         |
| Emery d'Amboise                                          | không khung | Magnus Magister (Đại Thống lĩnh)  | 1434 - 13 tháng 11 năm 1512             | 1503 - 13 tháng 11 năm 1512                      |
| Guy de Blanchefort                                       | không khung | Magnus Magister (Đại Thống lĩnh)  | Sau 1446 - 24 tháng 11 năm 1513         | 1512 - 24 tháng 11 năm 1513                      |
| Fabrizio del Carretto                                    | không khung | Magnus Magister (Đại Thống lĩnh)  | 1455 - 10 tháng 1 năm 1521              | 1513 - 10 tháng 1 năm 1521                       |

## Kị sĩ Malta
| Tên                                 | Chân dung                | Danh xưng chức vị                | Sinh - mất                                 | Thời gian giữ chức                         |
| ----------------------------------- | ------------------------ | -------------------------------- | ------------------------------------------ | ------------------------------------------ |
| Philippe de Villiers de L'Isle-Adam | 122x122px[liên kết hỏng] | Magister (Thống lĩnh)            | 1464 - 21 tháng 8 năm 1534                 | 1521 - 21 tháng 8 năm 1534                 |
| Piero de Ponte                      | 136x136px[liên kết hỏng] | Magister (Thống lĩnh)            | 26 tháng 8 năm 1462 - 18 tháng 11 năm 1535 | 1534 - 18 tháng 11 năm 1535                |
| Didier de Sainte-Jalle              | 139x139px[liên kết hỏng] | Magister (Thống lĩnh)            | ? - 26 tháng 9 năm 1536                    | 22 tháng 11 năm 1535 - 26 tháng 9 năm 1536 |
| Juan de Homedes                     | 139x139px[liên kết hỏng] | Magister (Thống lĩnh)            | c. 1477 - 6 tháng 9 năm 1553               | 1536 - 6 tháng 9 năm 1553                  |
| Claude de La Sengle                 | 133x133px[liên kết hỏng] | Magister (Thống lĩnh)            | 1494 - 18 tháng 8 năm 1557                 | 1553 - 1557                                |
| Jean de Valette                     | 120x120px[liên kết hỏng] | Magister (Thống lĩnh)            | 1494 - 21 tháng 8 năm 1568                 | 21 tháng 8 năm 1557 - 21 tháng 8 năm 1568  |
| Pietro del Monte                    | 141x141px[liên kết hỏng] | Magister (Thống lĩnh)            | 1499 - 26 tháng 1 năm 1572                 | 1568 - 26 tháng 1 năm 1572                 |
| Jean L'Evesque de La Cassière       | 134x134px[liên kết hỏng] | Magister (Thống lĩnh)            | 1503 - 12 tháng 12 năm 1581                | 1572 - 12 tháng 12 năm 1581                |
| Mathurin Romegas                    | 133x133px[liên kết hỏng] | Phản Thống lĩnh                  | 1525/1528 - 1581                           | 1581 - 4 tháng 11 năm 1581                 |
| Hugues Loubenx de Verdalle          |                          | Magister (Thống lĩnh)            | 13 tháng 4 năm 1531 - 4 tháng 5 năm 1595   | 1581 - 4 tháng 5 năm 1595                  |
| Martín Garzés                       |                          | Magister (Thống lĩnh)            | 1526 - 7 tháng 2 năm 1601                  | 1595 - 7 tháng 2 năm 1601                  |
| Alof de Wignacourt                  |                          | Magister (Thống lĩnh)            | 1547 - 15 tháng 9 năm 1622                 | 1601 - 15 tháng 9 năm 1622                 |
| Luís Mendes de Vasconcellos         |                          | Magister (Thống lĩnh)            | 1543 - 7 tháng 3 năm 1623                  | 17 tháng 9 năm 1622 - 7 tháng 3 năm 1623   |
| Antoine de Paule                    |                          | Magnus Magister (Đại Thống lĩnh) | 1570 - 9 tháng 6 năm 1636                  | 10 tháng 3 năm 1623 - 9 tháng 6 năm 1636   |
| Giovanni Paolo Lascaris             |                          | Magnus Magister (Đại Thống lĩnh) | 28 tháng 6 năm 1560 - 4 tháng 8 năm 1657   | 16 tháng 6 năm 1636 - 14 tháng 8 năm 1657  |
| Martin de Redin                     |                          | Magnus Magister (Đại Thống lĩnh) | 1579 - 6 tháng 2 năm 1660                  | 17 tháng 8 năm 1657 - 6 tháng 2 năm 1660   |
| Annet de Clermont-Gessant           | không khung              | Magnus Magister (Đại Thống lĩnh) | 1587 - 2 tháng 6 năm 1660                  | 9 tháng 2 - 2 tháng 6 năm 1660             |
| Rafael Cotoner                      | không khung              | Magnus Magister (Đại Thống lĩnh) | 1601 - 20 tháng 10 năm 1663                | 5 tháng 6 năm 1660 - 20 tháng 10 năm 1663  |
| Nicolás Cotoner                     | không khung              | Magnus Magister (Đại Thống lĩnh) | 1608 - 29 tháng 4 năm 1689                 | 23 tháng 10 năm 1663 - 29 tháng 4 năm 1680 |
| Gregorio Carafa                     | không khung              | Magnus Magister (Đại Thống lĩnh) | 17 tháng 3 năm 1615 - 21 tháng 7 năm 1690  | 2 tháng 5 năm 1680 - 21 tháng 7 năm 1690   |
| Adrien de Wignacourt                | không khung              | Magnus Magister (Đại Thống lĩnh) | 1618 - 4 tháng 2 năm 1697                  | 24 tháng 7 năm 1690 - 4 tháng 2 năm 1697   |
| Ramón Perellós                      | không khung              | Magnus Magister (Đại Thống lĩnh) | 1637 - 10 tháng 1 năm 1720                 | 7 tháng 2 năm 1697 - 10 tháng 1 năm 1720   |
| Marc'Antonio Zondadari              | không khung              | Magnus Magister (Đại Thống lĩnh) | 1658 - 16 tháng 6 năm 1722                 | 13 tháng 1 năm 1720 - 16 tháng 6 năm 1722  |
| António Manoel de Vilhena           | không khung              | Magnus Magister (Đại Thống lĩnh) | 28 tháng 5 năm 1663 - 10 tháng 12 năm 1736 | 19 tháng 6 năm 1722 - 10 tháng 12 năm 1736 |
| Ramón Despuig                       | không khung              | Magnus Magister (Đại Thống lĩnh) | 1670 - 15 tháng 1 năm 1741                 | 16 tháng 12 năm 1722 - 15 tháng 1 năm 1741 |
| Manuel Pinto da Fonseca             | không khung              | Magnus Magister (Đại Thống lĩnh) | 24 tháng 5 năm 1681 - 24 tháng 1 năm 1773  | 18 tháng 1 năm 1741 - 24 tháng 1 năm 1773  |
| Francisco Ximénez de Tejada         | không khung              | Magnus Magister (Đại Thống lĩnh) | 1703 - 9 tháng 11 năm 1775                 | 28 tháng 1 năm 1773 - 9 tháng 11 năm 1775  |
| Emmanuel de Rohan-Polduc            | không khung              | Magnus Magister (Đại Thống lĩnh) | 18 tháng 4 năm 1725 - 4 tháng 7 năm 1797   | 12 tháng 11 năm 1775 - 4 tháng 7 năm 1797  |
| Ferdinand von Hompesch zu Bolheim   | không khung              | Magnus Magister (Đại Thống lĩnh) | 9 tháng 11 năm 1744 - 12 tháng 5 năm 1805  | 17 tháng 7 năm 1797 - 6 tháng 7 năm 1799   |

## Dòng Chiến sĩ Toàn quyền Malta
| Tên                                    | Chân dung   | Danh xưng chức vị                   | Sinh- mất                                  | Thời gian giữ chức                        |
| -------------------------------------- | ----------- | ----------------------------------- | ------------------------------------------ | ----------------------------------------- |
| Pavel I của Nga                        | không khung | Đại Thống lĩnh (Công nhận một phần) | 1 tháng 10 năm 1754 - 23 tháng 3 năm 1801  | Tháng 10 năm 1798 - 23 tháng 3 năm 1801   |
| Nikolai Saltykov                       | không khung |                                     | 31 tháng 10 năm 1736 - 28 tháng 5 năm 1816 | 23 tháng 3 năm 1801 - 1803                |
| Giovanni Battista Tommasi              | không khung | Gran Maestro (Đại Thống lĩnh)       | 6 tháng 10 năm 1731 - 15 tháng 6 năm 1805  | 11 tháng 3 năm 1803 - 15 tháng 6 năm 1805 |
| Innico Maria Guevara-Suardo            | không khung | Luogotenente Generale (Phó Chỉ huy) | 4 tháng 6 năm 1744 - 25 tháng 4 năm 1814   | 13 tháng 6 năm 1805 - 25 tháng 4 năm 1814 |
| Andrea Di Giovanni y Centellés         | không khung | Luogotenente Generale (Phó Chỉ huy) | 3 tháng 2 năm 1742 - 10 tháng 6 năm 1821   | 25 tháng 4 năm 1814 - 10 tháng 6 năm 1821 |
| Antoine Busca                          | không khung | Luogotenente Generale (Phó Chỉ huy) | 17 tháng 2 năm 1767 - 19 tháng 5 năm 1834  | Tháng 6 năm 1821 - 19 tháng 5 năm 1834    |
| Carlo Candida                          | không khung | Luogotenente Generale (Phó Chỉ huy) | 7 tháng 10 năm 1762 - Tháng 11 năm 1845    | Tháng 5 năm 1834 - Thang 1 năm 1845       |
| Filippo di Colloredo-Mels              | không khung | Luogotenente Generale (Phó Chỉ huy) | 29 tháng 11 năm 1774 - 9 tháng 10 năm 1864 | Thang 1 năm 1845 - Tháng 10 năm 1864      |
| Alessandro Borgia                      | không khung | Luogotenente Generale (Phó Chỉ huy) | 1783 - 1872                                | 1865 - 1871                               |
| Giovanni Battista Ceschi a Santa Croce | không khung | Luogotenente Generale (Phó Chỉ huy) | 1827 - 29 tháng 1 năm 1905                 | 1871 - 1879                               |

### Hoàng thân và Đại Thống lĩnh Dòng Chiến sĩ xứ Malta
| Tên                                           | Chân dung                                                       | Danh xưng chức vị                                                  | Sinh - mất                                 | Thời gian giữ chức                         |
| --------------------------------------------- | --------------------------------------------------------------- | ------------------------------------------------------------------ | ------------------------------------------ | ------------------------------------------ |
| Giovanni Battista Ceschi a Santa Croce        | không khung                                                     | Principe e Gran Maestro del Sovrano (Thái tử và Đại Thống lĩnh)    | 1827 - 29 tháng 1 năm 1905                 | 28 tháng 3 năm 1879 - 29 tháng 1 năm 1905  |
| Galeas von Thun und Hohenstein                | không khung                                                     | Principe e Gran Maestro del Sovrano (Thái tử và Đại Thống lĩnh)    | 24 tháng 9 năm 1850 - 26 tháng 3 năm 1931  | 6 tháng 3 năm 1905 - 26 tháng 3 năm 1931   |
| Ludovico Chigi Albani della Rovere            | không khung                                                     | Principe e Gran Maestro del Sovrano (Thái tử và Đại Thống lĩnh)    | 10 tháng 6 năm 1866 - 14 tháng 11 năm 1951 | 30 tháng 5 năm 1931 - 14 tháng 11 năm 1951 |
| Antonio Hercolani Fava Simonetti              | không khung                                                     | Phó Chỉ huy tạm thời                                               | 22 tháng 1 năm 1883 - 18 tháng 6 năm 1962  | 1951 - 1955                                |
| Ernesto Paternò Castello di Carcaci           | không khung                                                     | Phó Chỉ huy tạm thời                                               | 7 tháng 8 năm 1882 - 9 tháng 4 năm 1971    | 1955 - 1962                                |
| Angelo de Mojana di Cologna                   | không khung                                                     | Principe e Gran Maestro del Sovrano (Thái tử và Đại Thống lĩnh)    | 13 tháng 8 năm 1905 - 18 tháng 1 năm 1988  | 8 tháng 5 năm 1962 - 18 tháng 1 năm 1988   |
| Jean Charles Pallavicini                      | không khung                                                     | Phó Chỉ huy tạm thời                                               | 14 tháng 4 năm 1911 - 22 tháng 9 năm 1999  | Giữa 18 tháng 1 và 11 tháng 4 năm 1988     |
| Andrew Bertie                                 | không khung                                                     | Principe e Gran Maestro del Sovrano (Thái tử và Đại Thống lĩnh)    | 15 tháng 5 năm 1929 - 7 tháng 2 năm 2008   | 11 tháng 4 năm 1988 - 7 tháng 2 năm 2008   |
| Giacomo dalla Torre del Tempio di Sanguinetto | không khung                                                     | Phó Chỉ huy tạm thời                                               | 9 tháng 12 năm 1944 - 29 tháng 4 năm 2020  | 7 tháng 2 - 11 tháng 3 năm 2008            |
| Matthew Festing                               | không khung                                                     | Principe e Gran Maestro del Sovrano (Thái tử và Đại Thống lĩnh)    | 30 tháng 11 năm 1949                       | 11 tháng 8 năm 2008 - 28 tháng 1 năm 2017  |
| Ludwig Hoffmann-Rumerstein                    | không khung                                                     | Phó Chỉ huy tạm thời                                               | 21 tháng 1 năm 1937                        | 28 tháng 1 - 30 tháng 4 năm 2017           |
| Giacomo dalla Torre del Tempio di Sanguinetto | không khung                                                     | Luogotenente Generale (Phó Chỉ huy)                                | 9 tháng 12 năm 1944 - 29 tháng 4 năm 2020  | 30 tháng 4 năm 2017 - 3 tháng 5 năm 2018   |
| Giacomo dalla Torre del Tempio di Sanguinetto | không khung                                                     | Principe e Gran Maestro del Sovrano (Thái tử và Đại Thống lĩnh)    | 9 tháng 12 năm 1944 - 29 tháng 4 năm 2020  | 3 tháng 5 năm 2018 - 29 tháng 4 năm 2020   |
| Ruy Gonçalo do Valle Peixoto de Villas Boas   | không khung                                                     | Phó Chỉ huy tạm thời                                               | 27 tháng 11 năm 1939                       | 29 tháng 4 năm 2020 - 8 tháng 11 năm 2020  |
| Marco Luzzago                                 |                                                                 | Luogotenente di Gran Maestro (Phó Chỉ huy của Đại Thống lĩnh dòng) | 23 tháng 6 năm 1950 - 7 tháng 6 năm 2022   | 8 tháng 11 năm 2020 - 7 tháng 6 năm 2022   |
| Ruy Gonçalo do Valle Peixoto de Villas Boas   |                                                                 | Luogotenente interinale (Phó Chỉ huy)                              | 27 tháng 11 năm 1939                       | 7 - 13 tháng 6 năm 2022                    |
| John T. Dunlap                                |                                                                 | Luogotenente di Gran Maestro (Phó Chỉ huy của Đại Thống lĩnh dòng) | 1957                                       | 13 tháng 6 năm 2022 - 3 tháng 5 năm 2023   |
| John T. Dunlap                                | Principe e Gran Maestro del Sovrano (Thái tử và Đại Thống lĩnh) | 3 tháng 5 năm 2023 (Tại nhiệm)                                     | 1957                                       |                                            |